# 라이브 네이션
라이브 네이션(Live Nation)은 미국의 음악기업이다.캘리포니아주를 기반으로 설립됐으며,현재 사장은 'Michael Rapino'이다.
라이브 네이션은 음반이나 음악의 주인이라기보다는 뮤지션을 레코드/레이블 형식으로 픽업한다.또한 음반발매를 목적으로 하는 레이블이 아닌 콘서트나 공연위주로 하며, 대표적으로는 락밴드 U2, 마돈나, 샤키라 등이 소속되어 있다.
2007년 랩퍼 Jay-z는 이 레이블과 새 계약을 했으며, 그의 새 앨범인 'Blueprint 3'을 이 레이블을 통해 발매할 예정이라고 한다. 현재 이 레이블의 산하 레이블로 락 네이션을 설립을 추진 중이다.

## 같이 보기
- 티킷매스터